# Altbreitenfelderhof
Altbreitenfelderhof (im örtlichen Dialekt Brärefeld oder Brädefeld) ist ein Ortsteil von Jägersburg, das wiederum ein Stadtteil der saarpfälzischen Kreisstadt Homburg im Saarland ist.

## Lage
Der Altbreitenfelderhof liegt rund 7 km nordwestlich von Homburg auf einer Höhe von 316 m ü. NHN.

## Geschichte
Der Altbreitenfelderhof wurde 1710 erstmals urkundlich erwähnt. Bis 1957 hatte Altbreitenfelderhof eine eigene Schule, das Gebäude wird heute als Wohnhaus genutzt. Die Schulglocke steht noch im ehemaligen Schulhof und läutet täglich um 11 Uhr. In der Dorfmitte gab es bis 2020 eine Gaststätte und einen Reitstall. Am Ortsrand liegt ein kleiner Friedhof.

## Verkehr
Mit der Buslinie 505 der Saar-Mobil GmbH besteht eine Verbindung über Jägersburg nach Homburg bzw. in die andere Richtung über Höchen nach Bexbach. Der Saarland-Rundwanderweg führt an Altbreitenfelderhof vorbei rund um das gesamte Bundesland. Bis in die 1960er Jahre gab es in Altbreitenfelderhof zehn Vollerwerbsbauern sowie einige Nebenerwerbsbauern. Zurzeit (2018) gibt es nur noch einen landwirtschaftlichen Betrieb. 

## Aussiedlerhöfe
Zum Altbreitenfelderhof gehören zwei Aussiedlerhöfe:
- Neubreitenfelderhof (lokal Neihof): Im Jahre 1763 verpachtete Herzog Christian IV. von Pfalz-Zweibrücken das Ödland zwischen dem Altbreitenfelderhof und Waldmohr an Jacob Ringeisen. Der Pächter erbaute auf eigene Kosten das Hofgut. Seit dem Tod des letzten Besitzers ist der Vierseithof unbewohnt. Das zum Hof gehörende Land wurde an die umliegenden Bauern verpachtet.
- Websweilerhof: Hinter dem Hauptort Richtung Websweiler liegt der 92 ha große Websweilerhof. Auf einem Teil seines Geländes befindet sich der Golfplatz Websweilerhof. Die Verstorbenen des Websweilerhofes belegen auf dem Friedhof von Altbreitenfelderhof eine eigene Abteilung, in der sich die einzige Gruft im Stadtgebiet Homburg befindet.